# Ludwigia burchellii
Ludwigia burchellii är en dunörtsväxtart som först beskrevs av Marc Micheli, och fick sitt nu gällande namn av Kanesuke Hara. Ludwigia burchellii ingår i släktet ludwigior, och familjen dunörtsväxter. Inga underarter finns listade i Catalogue of Life.